# Большое Содомово (Воскресенский район)
Большо́е Содо́мово — деревня в Воскресенском районе Нижегородской области. Входит в состав Глуховского сельсовета.

## География
Населённый пункт, находится в 19-ти км от Воскресенского, в 9-ти км от с. Глухово. Прежнее название деревни — Содомово. В районе имеется деревня с парным названием Малое Содомово.

## Происхождение названия
Название свидетельствует о возникновении деревни, вероятно, в XVII веке. Содомовом «ревнители благочестия» — переселявшиеся за Волгу старообрядцы — часто называли поселение на землях «язычников», например, марийцев, которые придерживались своей традиционной религии и старых обычаев. Другое название — Поломенки — указывает на соседство с лесными буреломами.

## История
На картах генерального межевания конца XVIII век после передела границ в 1775—1778 гг. деревня Содомово уже обозначена. Так же, согласно Топографическим межевым атласам Менде А. И. 1850-х гг. деревня Содомово обозначена как довольно большой населённый пункт для того времени, насчитывавший 42 двора. Деревня Содомово относилась к Глуховской волости, Макарьевского уезда Нижегородской губернии. По описи населённых мест Нижегородской губернии Макарьевского уезда от 1859 года деревня Содомово имела 42 двора, 175 человек мужского пола и 164 женского пола. До революции последний владелец — Лашкевич и Спечинский, также имелись государственные крестьяне. В 1911 году было 46 дворов. В 1925 году население составило 712 человек.

## Население
| 1999 | 2002 | 2010 |
| ---- | ---- | ---- |
| 104  | ↘79  | ↘59  |

Распространенные фамилии — Воронины, Припоровы, Ретины, Смирновы.